# Navia schultesiana
Navia schultesiana är en gräsväxtart som beskrevs av Lyman Bradford Smith. Navia schultesiana ingår i släktet Navia och familjen Bromeliaceae. Inga underarter finns listade i Catalogue of Life.